# Going to You at a Speed of 493km
Going to You at a Speed of 493km (너에게 가는 속도 493km?, Neo-ege ga-neun sokdo 493kmLR) è una serie televisiva sudcoreana trasmessa su KBS2 dal 20 aprile al 9 giugno 2022. In lingua italiana è disponibile su Disney+.
La serie ha registrato gli ascolti più bassi per un drama coreano trasmesso su una rete gratuita in prima serata. Lo share non ha mai superato il 2%, toccando il massimo al primo episodio (1,9%) e il minimo al penultimo (0,9%): soltanto un episodio di Eoseo-wa nel 2020 aveva avuto un risultato inferiore con lo 0,8%. Complessivamente ha registrato una media dell'1,4% di share, diventando la serie televisiva sudcoreana con la media più bassa al posto di O! Ju-innim del 2021.

## Trama
La serie segue le vicende sportive e amorose di una squadra mista di badminton.

## Personaggi e interpreti
- Park Tae-yang, interpretata da Park Ju-hyun
- Park Tae-joon, interpretato da Cha Jong-hyeop
- Park Jun-young, interpretata da Park Ji-hyun
- Yook Jeong-hwan, interpretato da Kim Mu-jun
- Lee Yoo-min, interpretata da Seo Ji-hye